# Psila nigrotaeniata
Psila nigrotaeniata är en tvåvingeart som beskrevs av Gabriel Strobl 1899. Psila nigrotaeniata ingår i släktet Psila och familjen rotflugor.
Artens utbredningsområde är Spanien. Inga underarter finns listade i Catalogue of Life.